# Карантин (фильм, 1968)
«Карантин» — советский чёрно-белый фильм 1968 года режиссёра Суламифь Цыбульник.

## Сюжет
Во время эксперимента в научной лаборатории института эпидемиологии происходит авария. Чтобы вирус смертельной болезни не проник за стены института, там на карантинном режиме остаются пять сотрудников: профессор Николай Петрович Баландин, врачи Сергей Анисимович Махов, Евдокия Ивановна Дорошенко, Игорь Лозицкий, а также лаборантка Лиля Резник. Ситуация заставляет людей показать своё лицо — со временем показное геройство проходит и характер каждого раскрывается самым неожиданным образом. Лозицкий сбегает с карантина в город за минеральной водой для Махова, Лиля в отчаянии признаётся, что беременна, Махов обвиняет в случившемся профессора Баландина, называя его карьеристом. Риск нелепо погибнуть, неясности путей к спасению, при вчера ещё обычных планах на жизнь, порождают отчаяние и взаимные обвинения в случившемся, ведь даже если всё закончится хорошо — комиссия уже ведёт расследование случившегося, и кто-то должен будет ответить за аварию, угрожающую эпидемией всему городу. По окончании карантина покинут лабораторию только четверо.

… врачи в научно-исследовательской лаборатории создают вакцину против опасной инфекции, случайно заражаются вирусом болезни. В этой экстремальной ситуации, в замкнутом кругу, отрезанном от остального мира, проявляются человеческие свойства героев. Но конкретная, локальная история имеет более широкий смысл. Фильм о том, что в наше мирное время нет и не может быть покоя, что в наш век бурного научного и технического прогресса человек не гарантирован от неожиданных опасностей и серьёзных испытаний.
— режиссёр фильма Суламифь Цыбульник

## В ролях
- Алексей Глазырин — Николай Петрович Баландин, профессор-эпидемиолог
- Владимир Заманский — Сергей Анисимович Махов, врач
- Людмила Хитяева — Евдокия Ивановна Дорошенко, врач
- Юрий Каморный — Игорь Лозицкий, врач
- Зоя Недбай — Лиля Резник, лаборантка
- Екатерина Крупенникова — Оксана, невеста Игоря, скульптор
- Валентин Зубков — муж Евдокии Дорошенко
- Николай Анненков — Нестор Викентьевич Верхоградский, академик, член комиссии по расследованию
- Александра Климова — Дарья Степановна Мурашко, профессор, член комиссии по расследованию
- Ростислав Янковский — член комиссии по расследованию
- Николай Афанасьев — Осадчий Иван Иванович, руководитель отдела в институте
- Сергей Харченко — Сергей Сергеевич Белан
- Евгений Шутов — сотрудник ВОХРа

## Дополнительно
Фильм снят по сценарию Юрия Щербака — на тот момент сотрудника Киевского научно-исследовательского института эпидемиологии, научным консультантом фильма стал научный сотрудник этого института микробиолог В. П. Жалко-Титаренко. Место съёмок — Киев, в фильме присутствуют кадры города, так, например, видна гостиница «Москва».

## Песня из фильма
Давно смолкли залпы орудий,
Над нами лишь солнечный свет.
На чём проверяются люди,
Если войны уже нет?

Приходится слышать нередко
Сейчас, как тогда:
«Ты бы пошёл с ним в разведку?
Нет или да?»
В фильме звучит специально написанная для него песня Владимира Высоцкого «Давно смолкли залпы орудий» в исполнении актёра Юрия Каморного.
Режиссёр фильма сама обратилась к Владимиру Высоцкому за песней для фильма, для чего специально встретилась с ним в Москве. По её словам, она была удивлена, как вымотанный после спектакля Высоцкий внимательно слушал сюжет будущего фильма. Он написал две песни для фильма: «Давно смолкли залпы орудий» и «Вот и разошлись пути-дороги вдруг», но в фильм вошла только первая, для второй просто не нашлось места.
Черновик слов песни датирован 21 мая 1968 года, место написания указано — поезд «Москва-Киев», запись песни велась на киностудии в Киеве, в фильме песня отличается от альбомного варианта — через несколько лет Высоцкий перезаписал её, уже немного в другом звучании.
В конце 1980-х годов Комиссия по творческому наследию Высоцкого обнаружила ещё одну песню, которую он писал для фильма, но почему-то не предложил режиссёру, хотя эта песня шла у него в черновике с пометкой «Для фильма „Карантин“» под номером один: «Не кричи нежных слов, не кричи…», отмечается, что у этой песни много общего с песней «Давно смолкли залпы орудий».

## Критика
Фильм задуман как психологическая драма, как столкновение различных жизненных позиций, характеров, темпераментов. Замысел обещающий. И ученых играют хорошие актеры — А. Глазырин, Л. Хитяева, З. Недбай, В. Заманский, Ю. Каморный. Но насколько интересны, по-человечески содержательны герои? Настоящие роли — с мыслями, поступками, активным действием — сценарий дал только двум из пяти. Остальным актерам не на чем развернуться. Достоверность показа лабораторий и опытов не восполняет эскизности характеров. Да и существо споров о моральном долге ученого намечено лишь пунктирно. Фильм иллюстрирует общеизвестное: труд ученого часто связан со смертельным риском. Но разве этого достаточно для глубокого и волнующего рассказа о людях переднего края науки?— журнал «Советский экран», 1969

Открывал серьёзные перспективы для создания интересных образов советских людей и замысел фильма «Карантин». В нём была острая драматургическая ситуация, возможность показать людей в небольшом изолированном коллективе, раскрыть их психологию и характеры в самую трудную минуту. В фильме режиссёр стремится любой ценой избежать тривиальности и штампов, но это стремление так ощутимо, что кажется порой самоцелью. Художественная ткань фильма страдает эклектичностью. Здесь можно найти обойму приёмов и выразительных средств самых разностильных, но причисляемых обычно к арсеналу «современного кино». Девушка под душем; хмурые дожди; серые пейзажи; замедленный ритм, замедленный темп диалогов. Все это неорганично и внутренне неоправданно. Где уж тут говорить о жизненности образов, о пафосе научного подвига, о живом дыхании современности.
— журнал «Искусство кино», № 5, 1969
Интересную запись о фильме оставил в своём рабочем дневнике Г. М. Козинцев:

«Карантин» — первые кадры не то Антониони, не то Годар, потом сразу ясно — студия Довженко.

Спустя 50 лет фильм заслуживает высоких оценок, сюжетом не уступающим современным фильмам-катастрофам, оставаясь актуальным:

С момента премьеры картины прошло полвека. А фильм, между прочим, получился вполне достойный. И не совсем типичный для советского кино. Вместе с темой военного героизма в те годы появляются фильмы о трудовых подвигах. Причём не только рабочих и колхозников, но и славных советских ученых — ищущих, открывающих, заглядывающих за горизонт, а порою даже жертвующих собой. Но все-таки «Карантин» был снят скорее в жанре триллера, а некоторые чувствуют в нём даже влияние Хичкока! — журналист Антон Орехъ, 2018 год